# Chakkaranahalli, Bangarapet
Chakkaranahalli là một làng thuộc tehsil Bangarapet, huyện Kolar, bang Karnataka, Ấn Độ.